# Gondwanascorpio emzantsiensis
Gondwanascorpio emzantsiensis (лат.) — вид вымерших паукообразных из отряда скорпионов, живших во времена девонского периода (фаменский век) на территории современной ЮАР. Типовой и единственный вид в роде Gondwanascorpio.

## Открытие и наименование

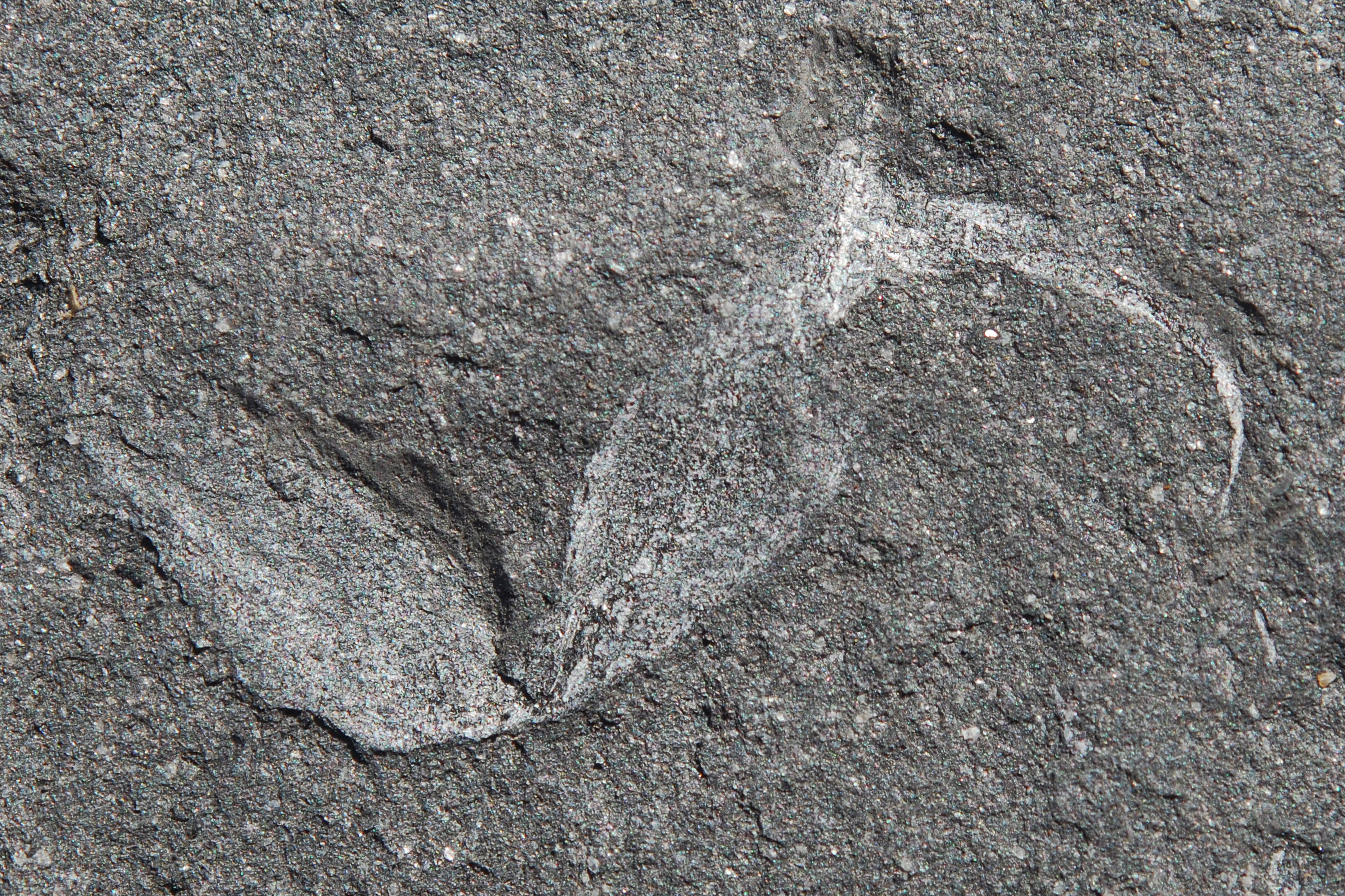
Жало

Палеонтолог Роберт Гесс из университета Витватерсранда, обнаружил окаменевшего скорпиона в девонских отложениях, недалеко от города Грейамстаун в Восточной Капской провинции (ЮАР). Ископаемое животное получило название Gondwanascorpio emzantsiensis. Видовое название emzantsiensis образовано от слова umZantsi из африканского языка коса и означает «южный».

## Палеогеография и палеоэкология
В девонском периоде суша была разделена на два суперконтинента: Гондвану и Лавразию, разделённых океаном Тетис. Важность находки заключается в том, что этот вид скорпиона — первое наземное животное, найденное на территории Гондваны.
Скорпионы — группа животных, в эволюции которых хорошо прослеживается переход к наземному образу жизни. От видов, живших в воде, происходят виды-амфибии, которые ещё дышали жабрами. В дальнейшим у скорпионов появились так называемые «книжные лёгкие»[прояснить], состоящие из тонких пластин, напоминающих страницы открытой книги. Аналогичные лёгкие существуют у современных пауков. Сама по себе находка ещё не означает, что обнаруженное животное — наземное. Роберт Гесс обосновал своё предположение о том, что найденный скорпион жил на суше, сопоставив находку с другими видами, описанными палеонтологами ранее.